# 潘玘
潘玘（？—？），一作潘起，五代十国时南楚大臣。十八学士之一。

## 生平
潘玘在马殷属下任静江军节度使判官。天成二年（927年）马殷被后唐封为楚国王，潘玘任吏部侍郎，生性耿直。武穆王马殷薨，马希声居丧，一天杀五十只鸡为膳；送葬时，仍不流泪，一顿吃鸡肉羹好几盘。潘玘讥讽他说而以“昔阮籍居丧而吃蒸小猪，现在也不缺少贤人啊”。文昭王馬希範建文学馆时，潘起为天策府学士。